# 倔強
《倔強》是臺灣樂團五月天的歌曲，由阿信作詞、作曲。收錄於2004年的專輯《神的孩子都在跳舞》。
2018年7月15日，2018年國際足總世界盃決賽，FIFA官方社群網站宣布將在比賽現場播放五月天的《倔強》。

## 音樂錄影帶
MV由日本導演丹修一指導，並請了Mr.Children的御用攝影師川津太郎當攝影指導，平面拍攝則由野村浩司負責。另外現場版本拍攝取材自2012年4月29日「諾亞方舟世界巡迴演唱會」北京鳥巢站現場20萬人肉彩虹。

## 獎項
| 年份   | 單位                      | 獎項               | 結果 |
| ------ | ------------------------- | ------------------ | ---- |
| 2004年 | 中華音樂人交流協會        | 年度十大單曲       | 獲獎 |
| 2004年 | 2004 MusicRadio Top排行榜 | 港台年度金曲       | 獲獎 |
| 2004年 | Hit FM                    | 年度百大單曲 NO.11 | 獲獎 |
| 2005年 | 第五屆全球華語歌曲排行榜  | 年度二十五金曲     | 獲獎 |
| 2005年 | 新城國語力頒獎禮          | 新城國語力歌曲     | 獲獎 |